# سد پونت دال گال
سد پونت دال گال (به لاتین: Punt dal Gall Dam) یک سد قوسی در سوئیس است که در کانتون گراوبوندن واقع شده‌است.